# 邊緣人 (電影)
《邊緣人》（英語：Man on the Brink）是1981年上映的香港警匪片，由章國明執導，張鍵編劇，嘉倫、金興賢、艾迪主演。故事講述臥底警察阿潮在執行任務期間的身不由己，為香港臥底片之先鋒作。本片是香港新浪潮的代表作之一，獲1982年第19屆金馬獎多項提名，最終奪得最佳男主角、最佳導演及最佳原著劇本三項大獎。該片入選《南方都市報》華語電影百年百部、《亞洲周刊》二十世紀中文電影一百強以及香港電影資料館百部不可不看的香港電影。

## 劇情
何永潮（阿潮）(艾迪 飾）是從警察學校畢業不久的新人警察，因被黑道辨識的可能性低，所以被香港警方選派入黑社會做臥底（邊緣人）。因任務險峻而保密，他被迫與女友阿芳（馮愛慈飾）疏遠。阿潮妹妹阿愛，她男友西蒙，以及阿芳三人，本打算同阿潮雙雙對對，一同出行玩樂，但經常因爲阿潮忙工作遲到或爽約而心生不快。有一次阿愛和西蒙因爲阿潮不來發生爭吵，阿愛一走了之，只剩西蒙和阿芳兩人。於是兩人去喝咖啡，有了進一步接觸。之後西蒙還幫阿芳安排文員工作。
在黑幫裡，阿潮的行為舉止必須像道上兄弟，甚至在不得已時，還必須打傷不知情的警察同事。因他扮演得太好太傳神，取得了黑幫大哥戇居華的信任，並屢屢向警方傳遞重要情報，成了破案的無名英雄。
阿潮與前輩邊緣人亞泰（金興賢 飾）取得聯繫，兩人英雄惜英雄地相互照應，一同出生入死。一次亞泰因執行臥底任務受傷，導致下半身短暂癱瘓，阿潮守在病床前三日，直到亞泰甦醒，再一次冷落了女朋友阿芳。加上之前因爲臥底工作產生的誤會，阿芳無法忍受阿潮的冷淡以及他非人的臥底生活，移情別戀西蒙，哭著讓阿潮別再找他。阿潮爲了報復西蒙搶自己女友，利用自己臥底的劫匪身份帶小弟打砸搶西蒙的表行泄憤，被上司（嘉倫 飾）發現公報私仇，於是將他隔職。被撤職的阿潮心灰意冷，卻無意中遇到之前行動中唯一漏網，已潛逃回港的戇居華。戇居華表示了想搶劫個體商戶的意願，意欲拉阿潮入夥。阿潮表面同意，實際想借此機會抓住戇居華一夥，重新立功，在警隊恢復原職。
搶劫行動中，有成員非禮個體商戶老婆，引起居民公憤，自發拿棍對他們進行圍毆。警察及時趕到，在混亂中拘捕戇居華一行，讓阿潮先在頂樓避避風頭，並鎖住居民樓鐵門，以防止群衆繼續衝擊警隊。這樣阿潮就不用和戇居華一起回警局，等風平浪靜了可以自行單獨撤離。大部人馬撤離，只留上司和亞泰在外面接應。但撤離時阿潮卻還是被個體商戶的兒子認出。因爲鐵門鎖住，上司和亞泰救援不及，阿潮被激動的居民亂棍活活打死。

## 演員
| 演員   | 角色   | 備註 |
| 嘉倫   | 陳警官 |      |
| 金興賢 | 亞泰   |      |
| 艾迪   | 何永潮 |      |
| 馮愛慈 | 阿芳   |      |
| 趙美寶 |        | 客串 |
| 梁少華 | 戇居華 |      |
| 盧業瑂 |        | 客串 |
| 劉雅麗 | 阿愛   |      |
| 梁漢輝 | Simon  |      |
| 蘇杏璇 | 潮姐   |      |
| 江毅   | 姐夫   |      |
| 鄭有國 | 芳父   |      |
| 馮敬文 |        |      |
| 曾楚霖 |        |      |

## 流行文化
2001年，香港饒舌搖滾樂隊大懶堂的名曲《冚家拎》，當中一句點題獨白「好彩阿叔我都慧眼識新星，一睇，哈哈，就知你係冚家拎喇！」，乃取樣自《邊緣人》中的一句對白。

## 獎項
| 年份 | 頒獎典禮            | 獎項         | 獲提名 | 結果 |
| ---- | ------------------- | ------------ | ------ | ---- |
| 1982 | 第19屆金馬獎        | 最佳劇情片   |        | 提名 |
| 1982 | 第19屆金馬獎        | 最佳導演     | 章國明 | 獲獎 |
| 1982 | 第19屆金馬獎        | 最佳男主角   | 艾迪   | 獲獎 |
| 1982 | 第19屆金馬獎        | 最佳男配角   | 金興賢 | 提名 |
| 1982 | 第19屆金馬獎        | 最佳原著劇本 | 張鍵   | 獲獎 |
| 1982 | 第19屆金馬獎        | 最佳原作音樂 | 顧嘉煇 | 提名 |
| 1982 | 第19屆金馬獎        | 最佳電影插曲 | 鍾鎮濤 | 提名 |
| 1982 | 第1屆香港電影金像獎 | 十大華語片   |        | 獲獎 |

## 外部連結
- 香港影庫上《邊緣人》的資料（繁體中文）
- 開眼電影網上《邊緣人》的資料（繁體中文）
- 豆瓣电影上《邊緣人》的資料 （简体中文）
- 时光网上《邊緣人》的資料（简体中文）
- AllMovie上《邊緣人》的资料（英文）
- 互联网电影数据库（IMDb）上《邊緣人》的资料（英文）